# Serpulorbis natalensis
Serpulorbis natalensis, tên tiếng Anh: solitary worm shell, là một loài ốc biển, là động vật thân mềm chân bụng sống ở biển trong họ Vermetidae.